# 李悦 (皮划艇运动员)
李悦（1993年10月27日—），中国女子皮划艇运动员，主攻皮艇竞速，2018年亚洲运动会女子单人皮艇500米、女子双人皮艇500米金牌得主和女子单人皮艇200米银牌得主。